# Антіох Молодший
Антіох Молодший (дав.-гр. Ἀντίοχος; 220 до н. е. — 193 до н. е. або 192 до н. е.) — старший син басилевса Держави Селевкідів Антіоха III Великого, співправитель батька з 210 до н. е. Командував правим крилом кінноти під час битви при Паніоні.

## Життєпис
Антіох Молодший був первістком басилевса Держави Селевкідів Антіоха III Великого та його дружини Лаодіки III. Принц народився у кінці весни або на початку літа 220 року до н. е. в Антіохії-на-Оронті. Його батько в той час був у військовому поході і отримав звістку про народження сина одразу після перемоги над повстанцем Молоном. Перші роки життя Антіоха пройшли разом з матір'ю у Сардах. Наприкінці 210 до н. е., або на початку 209 до н. е. Антіох III призначив свого сина співправителем. Питання де саме відбулася коронація не вирішене, це або Екбатана або Селевкія-на-Тигрі. Під час східного походу батька Антіох Молодший перебував у Сирії та правив західними провінціями держави. Через малолітство басилевса йому повинні були допомагати досвідчені урядовці, призначені батьком, а також його матір Лаодіка, котру вважають регентом. Це підтверджується знайденою у Селевкії печаткою із зображенням молодого Антіоха разом з матір'ю.
Юнак досить рано почав брати участь в управлінні державою. Вже в 205 році у своєму листі Магнесії-на-Меандрі дозволяв місту запровадити культ Артеміди Левкофрієни. А у проміжку 195—193 років у двох листах надавав особливі привілеї Теосу. За одною із версій саме Антіох Молодший був відправником листа до Зевксіса, котрий приводить Йосип Флавій. Як підкреслюють дослідники, у всіх листах царевич підтримує політику батька та підкреслює своє підлегле становище. Царевич також виконував і представницькі функції, 195 до н.е., під час головування на Дафнійських торжествах, Антіох зустрічався із карфагенським полководцем Ганнібалом.
Як і більшість елліністичних принців, Антіох змалечку вчився військовій справі і у більш дорослому віці командував військом. Під час П'ятої Сирійської війни у битві при Паніоні Антіох командував катафрактаріями на правому фланзі селевкідського війська. Царевич завчасно зайняв пагорб, що надало йому тактичну перевагу. Завдяки цьому Антіоху вдалося перемогти єгипетську кавалерію під керівництвом Птолемея, сина Аеропа і зайти в тил ворожим сарісофорам. В той же час вони були атаковані з флангів слонами і з фронту селекідською піхотою, в результаті оточене єгипетське військо було знищено. Як підкреслює російський дослідник Аркадій Абакумов, саме вдале керівництво кавалерією надало цій битві статус «хрестоматійної». Про участь царевича у війні з Римом відомо лише те, що він весною 197 року разом з братом та полководцями Ардієм та Мітрідатом повів військо до Сард.
У лютому-березні 193 року Антіох був призначений намісником «верхніх сатрапій» та вирушив на схід до своїх володінь. Однак йому не судилося туди дістатися, царевич несподівано помер під час подорожі, як вважають деякі дослідники, внаслідок нещасного випадку. Римський історик Тит Лівій звинувачував у його смерті Антіоха III, начебто басилевс бачив загрозу своїй владі у особі сина і наказав євнухам отруїти Антіоха. Однак сучасні дослідники вважають це малоймовірним, царевич, у своїх листах, підкреслював свою лояльність до батька та й сам Антіох III активно долучав своїх синів до управління державою. Версію Лівія вважають пропагандою спрямованою проти Антіоха III — ворога Риму, і що її надихнув вчинок македонського басилевса Філіппа V, котрий дійсно наказав стратити свого сина Деметрія. Після смерті був обожненим і в надписі з міста Теос названий Антіохом Теосом, тобто богом.

## Родина
Був одружений зі своєю рідною сестрою Лаодікою, котру зазвичай ототожнюють з Лаодікою IV, дружиною Селевка IV Філопатора та Антіоха IV Епіфана, однак існують і інші версії її подальшої долі. Весілля відбулося узимку 196/195 років у Антіохії або Селевкії Пієрії. Це був перший шлюб між рідними братом та сестрою у династії Селевкідів, котрий зафіксований у джерелах. У Селевкії була знайдена печатка із зображенням подружжя. Достеменно не відомо чи мали Антіох з Лаодікою дітей, за версією вони були батьками Ніси, дружини понтійського царя Фарнака I, проте її також називають дочкою Антіоха III або Антіоха IV. Австралійський дослідник Марк Пассел висунув гіпотезу, що подружжя мало дочку Лаодіку, котра стала другою дружиною свого дядька Селевка IV.

## Монета
У 1973 році німецький дослідник Томас Фішер висловив думку, що на тетрадрахмі Антіоха III із Нісібіса насправді зображений його старший син, а сама монета була викарбувана у Тірі. Науковець припустив, що монограма, котра зображена на монеті, пов'язана з Тіром, а цим містом Антіох III став володіти у зрілому віці. В той же час на монеті зображений молодий правитель, ким міг бути лише Антіох Молодший. Теорія мала підтримку серед наукової спільноти доки не була спростована Отто Мьоркгольмом у своїй статті. Сучасні довідники визнають її монетою Антіоха-батька.

## Титулатура
В офіційних документах, написаних власноруч, Антіох Молодший називав себе Басилевс Антіох (дав.-гр. Βασιλεύς Ἀντίοχος), але на відміну від батька, котрий писав про себе у множині, використовував однину. У документах написаних обома правителями, стосовно царевича використовується терміни син (дав.-гр. υιοσ) та син [і] басилевс (дав.-гр. υιοσ [και] Βασιλεύς). Починаючи з правління Антіоха III слово υιοσ стало використовуватися як офіційний титул спадкоємця басилевса.